# هنريك هولم
هنريك هولم (بالسويدية: Henrik Holm) مواليد 22 أغسطس 1968 في السويد، هو لاعب كرة مضرب سويدي سابق بدأ مسيرته كمحترف سنة 1988 وكان يلعب باليد اليمنى، اعتزل اللعب في 1999. أعلى تصنيف له في الفردي كان المركز الـ 17 في سنة 1993. أعلى تصنيف له في الزوجي كان المركز الـ 10 في سنة 1994. فاز بجائزة أفضل لاعب متحسن من قبل رابطة محترفي كرة المضرب.

## روابط خارجية
- هنريك هولم على موقع رابطة محترفي التنس (الإنجليزية)
- هنريك هولم على موقع الاتحاد الدولي لكرة المضرب (الإنجليزية)
- هنريك هولم على موقع كأس ديفيز (الإنجليزية)
- هنريك هولم على موقع خلاصة التنس.كوم (الإنجليزية)